# Noctepuna muensis
Noctepuna muensis é uma espécie de gastrópode  da família Camaenidae.
É endémica da Austrália.